# Dolce Stil Nuovo
Dolce stil nuovo («солодкий новий стиль») — важливий рух італійських поетів 13-го століття, здебільшого флорентійців. Народні сонети, канцони й балади поетів цього руху прославляють духовний вид любові й жіночої зрілості, щирою, делікатною, очищеною від розмовних слів, мовою. Цей рух дуже вплинув на частину італійської поезії до Франческо Петрарки Поет Гвідо Гвініцеллі вважається попередником стілновістів («поетів нового стилю»). Найблискучіші поети цього стилю — Ґуідо Кавальканті і Данте Аліг'єрі (у його ліричних роботах). Також відомими поетами були Чіно да Пістойа, Лапо Джанні, Джанні Альфані і Діно Фрескобальді.
Порівняно з попередніми школами в поезії Dolce Stil Novo вища за якістю і більш інтелектуальна. Це очищеніша від грубих і розмовних слів поезія з регулярним використанням метафор і символізму, також як і витончених двозначностей. Поклоніння жіночій красі детально зображалося поетами Dolce Stil Novo, які часто у своїх творах здійснювали глибокий самоаналіз. Багато літературознавців фактично вважають, що самоаналіз в італійських літературних творах уперше ввели поети Stil Novo, а вже пізніше розвинув Франческо Петрарка.
Поезія цієї школи також повна образних описів жіночої краси, часто порівнюючи бажану жінку з райською істотою. Жінку описували як «ангела» або як «міст до Бога». Замість матеріального в природі, '«Кохання» поетів Dolce Stil Novo щось подібне до «Божественної Любові».
Два головних поняття (самоаналіз і любов) таким чином, зводяться разом, оскільки поет входить у свій внутрішній світ, щоб виразити свої найпотаємніші внутрішні почуття, які викликає надмірно божественна жіноча краса.
Важливість Dolce Stil Novo лежить у факті, що, крім того, що цей стиль фактично був першим проявом літературної традиції в Італії, це облагородив тосканський діалект, який скоро став італійською мовою.
| Література | Це незавершена стаття про літературу. Ви можете допомогти проєкту, виправивши або дописавши її. |